# Atentado al Palacio de Justicia de Cali
El atentado al Palacio de Justicia de Cali fue un atentado terrorista ocurrido el 1 de septiembre de 2008 contra el edificio del Palacio de Justicia de la ciudad de Cali, Colombia. Según el gobierno colombiano, el atentado fue perpetrado por guerrilleros del  bloque oriental de las FARC  de la guerrilla de las Fuerzas Armadas Revolucionarias de Colombia (FARC).

## Atentado
El atentado ocurrió el 1 de septiembre de 2008, a las 12:05 AM (UTC-5). Un coche bomba hizo explosión al lado del edificio del Palacio de Justicia de Cali.
Justo antes de la explosión, testigos vieron a dos hombres que se movilizaban en un taxi Chevette de placas "VBO-470" abandonando una camioneta de placa BEH-538 de Bogotá, de color rojo, cerca de la sede del Palacio de Justicia.
La explosión del coche bomba causó la muerte a cuatro indigentes que dormían en los alrededores del sector y dejó heridas a otras 26 personas. Aunque el gobernador del departamento del Valle del Cauca, Juan Carlos Abadía declaró que las cuatro víctimas habían sido tres hombres y una mujer que iban en un taxi, cuando pasaron cerca al coche bomba. La camioneta fue lanzada por los aires y quedó volteada cerca a una edificación en construcción, además de dejar un cráter de entre dos y tres metros.
Además de destruir parcialmente el edificio del palacio de Justicia, la onda explosiva causó daños materiales a varias manzanas a la redonda. Los heridos mientras tanto fueron movilizados hacia los hospitales Universitario y San Juan de Dios de la capital vallecaucana. Entre los heridos hay un agente de la Policía Nacional, identificado como Juan Carlos Cardona Gómez, quien fue trasladado en grave estado de salud a la Clínica de los Remedios.
Cerca de 30 locales comerciales fueron afectados por la onda explosiva, lo que aprovecharon algunos ciudadanos para saquear mercancía en medio del caos. Miembros de la Policía Nacional de Colombia intercambiaron disparos con algunos de los individuos que intentaron asaltar los almacenes. Una bala perdida hirió a una transeúnte, que luego murió.
Según el alcalde de Cali Jorge Iván Ospina, “Las víctimas quedaron totalmente irreconocibles, con quemaduras en su cuerpo, alguno de ellos totalmente mutilados”.
El Director de la Policía Nacional de Colombia, general Óscar Naranjo anunció que se reforzaría la seguridad de la ciudad de Cali con mil agentes.

## Autores
El gobierno colombiano, por medio del ministro de Defensa Juan Manuel Santos culpó a Carlos Hernán Zapata, alias "Narices", y recientemente nombrado comandante del Frente Manuel Cepeda Vargas de las FARC y ofreció una recompensa de COP$400 millones de pesos por información que llevara a la captura de los autores. El comandante de la Policía Metropolitana de Cali, general Gustavo Ricaurte, dijo a la prensa que dos comunicaciones telefónicas interceptadas llevaron a los servicios de inteligencia a atribuir el atentado a las FARC.
La Revista Semana incluyó a organizaciones de narcotraficantes como posibles autores como la de los "Machos" y los "Rastrojos", al mando de los capos Diego Montoya y Wilber Varela, pero que determinar la autoría iba a ser difícil debido al accionar de varios grupos armados en la región como guerrilleros, paramilitares y narcos.
El 10 de septiembre de 2008, el General de la Policía Nacional anunció que habían capturado a seis personas involucradas en el atentado y que se les habían decomisado explosivos del mismo tipo utilizado para el coche bomba contra el Palacio de Justicia de Cali.
El guerrillero de las FARC José Ignacio Loaiza, alias "Nacho", fue condenado a 42 años de prisión por su autoría en el atentado. El 24 de diciembre de 2009, el guerrillero Alberto Montaño López, alias ‘Carlitos’ se declaró culpable del atentar contra el Palacio de Justicia de Cali y espera condena. Mientras se adelanta juicio oral ante el Juzgado Primero Especializado de Cali, en contra de Edgar Alexander Marín Cerón y Luis Mendoza.